# Hemerobius exceptatus
Hemerobius exceptatus är en insektsart som beskrevs av Nakahara 1965. Hemerobius exceptatus ingår i släktet Hemerobius och familjen florsländor. Inga underarter finns listade i Catalogue of Life.